# Varínka

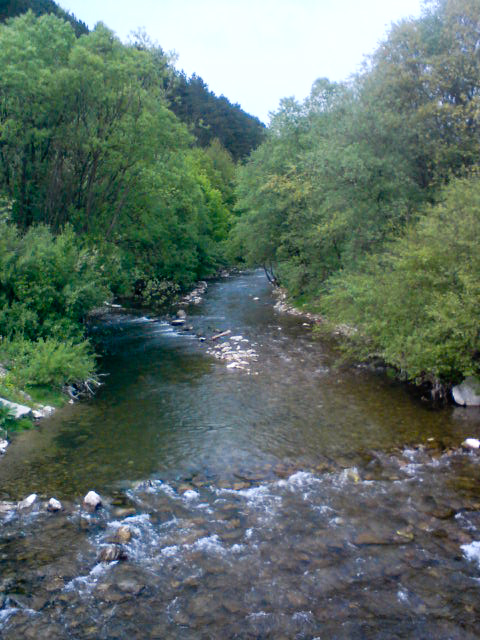
Die Varínka in der Gemeinde Belá

Die Varínka ist ein 24 Kilometer langer rechter Zufluss der Waag im Okres Žilina in der Slowakei. Sie ist Teil des Stromgebiets der Donau.
Die Varínka entspringt mit mehreren Quellbächen in der Kleinen Fatra (Tribeč) nördlich des Chleb (1646 m) auf einer Quellhöhe von rund 1300 m, fließt zunächst kurz in nördlicher Richtung durch Terchová, wo sie mehrere von Nordosten und Osten kommende Bäche aufnimmt, und wendet sich hier nach Südwesten, durchfließt Belá und Varín und mündet unterhalb dieser Gemeinde rund 11 Kilometer östlich von Žilina auf einer Höhe von rund 350 m in die Waag. Die Abflussmenge beträgt 3,157 Kubikmeter in der Sekunde.